# .us
.us e интернет домейн от първо ниво на САЩ. В някои щати се използват домейни от първо ниво като com, gov, org и други.